# Canoa/kayak ai XVIII Giochi del Mediterraneo
Le gare di canoa/kayak ai XVIII Giochi del Mediterraneo di Tarragona 2018 si sono svolte dal 23 al 24 giugno 2018 nel Canal Olímpico de Cataluña a Castelldefels.
Si è gareggiato complessivamente in cinque categorie, di cui tre maschili e due femminili, tutte kayak.

## Calendario
Il calendario delle gare è stato il seguente:
| ● | Competizioni | ● | Finali |

| Giugno/Luglio |    |    |    |    |    |    |    |    |    |
| 22            | 23 | 24 | 25 | 26 | 27 | 28 | 29 | 30 | 1º |
|               | ●  | 5  |    |    |    |    |    |    |    |

## Risultati

### Uomini
| Evento                | Oro                                | Argento                                       | Bronzo                                  |
| K1 - 200 m (dettagli) | Carlos Garrote                     | Marko Dragosavljević                          | Maxime Beaumont                         |
| K1 - 500 m (dettagli) | Roi Rodríguez                      | Fernando Pimenta                              | Guillaume Burger                        |
| K2 - 500 m (dettagli) | Spagna Marcus Walz Rodrigo Germade | Francia Franck Le Moel Guillaume Decorchemont | Serbia Elvin Holpert Vladimir Torubarov |

### Donne
| Evento                | Oro                  | Argento           | Bronzo         |
| K1 - 200 m (dettagli) | María Teresa Portela | Sarah Guyot       | Teresa Portela |
| K1 - 500 m (dettagli) | Milica Starović      | Joana Vasconcelos | Anja Osterman  |

## Medagliere
| Posizione | Paese      | Oro | Argento | Bronzo | Totale |
| --------- | ---------- | --- | ------- | ------ | ------ |
| 1         | Spagna     | 4   | 0       | 0      | 4      |
| 2         | Serbia     | 1   | 1       | 1      | 3      |
| 3         | Francia    | 0   | 2       | 2      | 4      |
| 4         | Portogallo | 0   | 2       | 1      | 3      |
| 5         | Slovenia   | 0   | 0       | 1      | 1      |
| Totale    | Totale     | 5   | 5       | 5      | 15     |